# Acrocarpus fraxinifolius

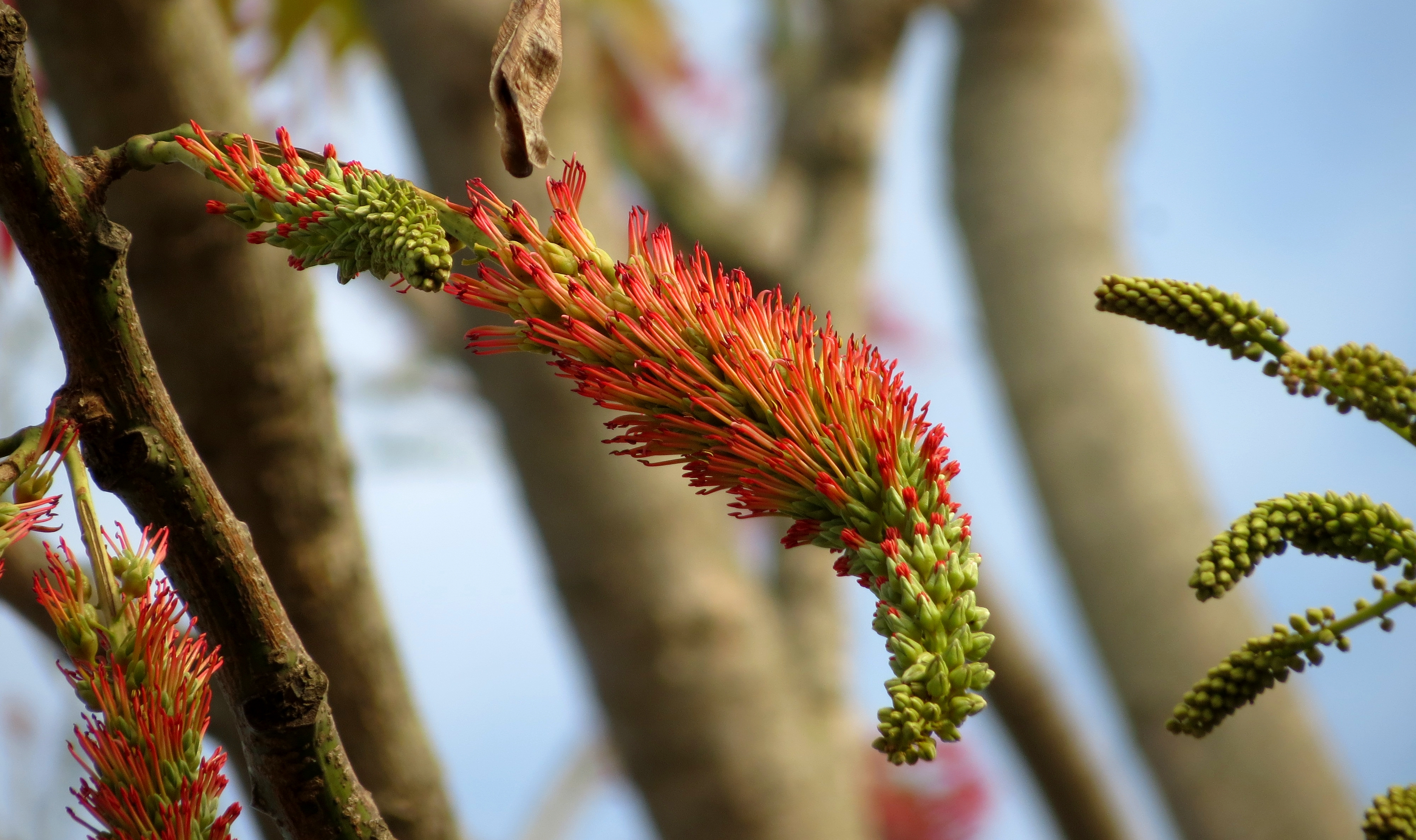

Acrocarpus Fraxinifolius, ou cedro rosado, é uma árvore da família Fabaceae e subfamília Caesalpinioideae, nativa de Bangladesh, Bhutan, China, Índia, Indonésia, Laos, Myanmar, Nepal e Tailândia. É uma madeira resistente e leve. Apresenta tons rosáceos, podendo a madeira ser esbranquiçada quando jovem, comumente é usado na indústria mobiliária da alta decoração, com aplicações em revestimentos, armários, cadeiras e decoração de interiores. Na Índia, durante a época de crescimento, o Acrocarpus é usado como árvore de sombra para as plantações de café. A árvore apresenta grandes benefícios de desenvolvimento agronômico e social para o subsolo brasileiro. 
A árvore cresce em áreas com precipitação anual de 1,500-2,200 mm. Na área da temperatura de distribuição natural varia entre 16°C e 28°C. A árvore é muito resistente à geada. Esse tipo de madeira se desenvolve muito bem em solos argilosos e profundos, solos drenados, com um pH de 4 a 9. Sobre estas condições ambientais as raízes podem penetrar até 5m de profundidade, no entanto, também pode se desenvolver em solos de superfície e compactados. Esta espécie também é adequada para regiões com curtos períodos de seca, regiões úmidas e submontanas solos francos médio rasas ou profundas regiões e tem uma grande capacidade de rebrota. Os países fornecedores de sementes mais importantes são a Índia e Quênia. O peso de grãos é de aproximadamente 19.000 a 39,000 unidades por kg. 

## Usos
É utilizado na indústria mobiliária de alta decoração, com aplicações em revestimentos, instrumentos musicais, armários, cadeiras e decoração de interiores. Na Índia, durante a época de crescimento, o Acrocarpus era usado como árvore de sombra para as plantações de café. A árvore apresenta grandes benefícios de desenvolvimento agronômico e social para o subsolo brasileiro.